# Jana Gohrisch
Jana Gohrisch (* 1962 in Berlin) ist eine deutsche Anglistin. Sie ist Professorin am Englischen Seminar der Universität Hannover.

## Leben
Gorisch studierte von 1981 bis 1983 Skandinavistik (Norwegisch) und Philosophie an der Universität Greifswald. Von 1983 bis 1987 absolvierte sie den kombinierten Dolmetscher- und Übersetzungsstudiengang Englisch und Spanisch an der Universität Leipzig und an der University of Leeds (1986). Ab 1987 bis 1990 war sie Forschungsstudentin am Lehrstuhl für Englische Literatur der Universität Leipzig. 1991 promovierte sie zur Dr. phil., ihre Dissertation wurde unter dem Titel Ethnisch-feministische Diskurse in der Gegenwartsliteratur Großbritanniens, untersucht am Beispiel der jamaikanisch-britischen Autorin Joan Riley veröffentlicht.
In den Jahren 1990 bis 1993 arbeitete Gohrisch als wissenschaftliche Assistentin am Lehrstuhl für Englische Literatur des Instituts für Anglistik und Amerikanistik der Humboldt-Universität zu Berlin. Als Assistant Professor of English lehrte sie am Longwood College in Farmville (Virginia). Nach Lehraufträgen von 1994 bis 1995 an der Humboldt-Universität zu Berlin und an der Universität Hannover nahm sie 1995 eine Stelle als Wissenschaftliche Assistentin zur Habilitation am Institut für Anglistik und Amerikanistik der Humboldt-Universität an, wo sie sich 2003 mit der Schrift Bürgerliche Gefühlsdispositionen in der englischen Prosa des 19. Jahrhunderts habilitierte.
Seit 2006 ist Gohrisch Professorin für Englische Literaturwissenschaft/New English Literatures am Englischen Seminar der Universität Hannover. Im Jahr 2019 war sie Senior Visiting Scholar am Murray Edwards College der University of Cambridge.
Als Gutachterin ist sie für die Deutsche Forschungsgemeinschaft, die Alexander-von-Humboldt-Stiftung und verschiedene Fachzeitschriften tätig.
Gohrisch ist Mitglied des Redaktionskollegiums der deutsch-englischen Zeitschrift Hard Times (Berlin), deren Mitherausgeberin sie von 2006 bis 2013 war.

## Forschungsschwerpunkte
- Transatlantic Victorian Studies: Theory and Method
- The Literature of Post-Slavery: Imagining Agency after Abolition
- Legacies of Empire (mit Gesa Stedman, Centre for British Studies, Humboldt-Universität Berlin)
- African and South Asian Diaspora Cultures in Contemporary Britain

## Schriften (Auswahl)

### Monografien
- (Un)Belonging? Geschlecht, Klasse, Rasse und Ethnizität in der britischen Gegenwartsliteratur. Joan Rileys Romane. Lang, Frankfurt am Main 1994, ISBN 3-631-45196-2 (Zugleich, Dissertation, Universität Leipzig, 1991; u.d.T.: Ethnisch-feministische Diskurse in der Gegenwartsliteratur Grossbritanniens, untersucht am Beispiel der jamaikanisch-britischen Autorin Joan Riley).
- Bürgerliche Gefühlsdispositionen in der englischen Prosa des 19. Jahrhunderts. Winter, Heidelberg 2005, ISBN 3-8253-1648-3.

### Herausgeberschaften (Auswahl)
- mit Isolde Neubert-Köpsel, Stephan Lieske: Making sense of self and other: essays presented to Günter Walch, Stauffenburg-Verlag, Tübingen, 1999, ISBN 978-3-86057-733-2
- mit Gesa Stedman, The British Council: The family and its others: with contributions on single mothers, unmarried couples and the traditional family, conduct books, conversation pieces and moral panics. Narr, Tübingen, 2002, ISBN 978-3-8233-9885-1
- mit Ellen Grünkemeier: Postcolonial Studies Across the Disciplines, Cross/Cultures 170, ASNEL Papers, 18. ISBN 978-90-420-3751-9
- mit Ellen Grünkemeier: Listening to Africa: Anglophone African literatures and cultures (= Anglistik & Englischunterricht. Band 80). Winter, Heidelberg 2012, ISBN 978-3-8253-6119-8.
- mit Rainer Emig: Anglistentag 2014 Hannover: Proceedings (= Proceedings of the conference of the German Association of University Teachers of English. Band 35). Wissenschaftlicher Verlag Trier, 2015, ISBN 3-86821-623-5.
- mit Christoph Ehland: Imperial Middlebrow. Literary Modernism 7, Brill, Leiden, 2020.
- mit Heinz Antor, Julia Hoydis, Ellen Grünkemeier, Hannah Pardey: Postcolonial Cultural Studies. Anglistik, International Journal of English Studies, Vol. 31, Nr. 3, Winter, Heidelberg, 2020, ISBN 978-3-8253-9328-1
- mit Gesa Stedman: Affective Polarisation. Social Inequality in the UK after Austerity, Brexit and Covid-19. Bristol University Press, 2023, ISBN 978-1-5292-2226-5